# Ginger & Rosa
Ginger & Rosa es una película dramática escrita y dirigida por Sally Potter y distribuida por Artificial Eye. Fue estrenada en el Festival de Cine de Toronto el 7 de septiembre de 2012, siendo exhibida en los cines del Reino Unido a partir del 19 de octubre del mismo año.

## Argumento
En la ciudad de Londres en 1962, dos adolescentes, Ginger y Rosa, son inseparables. Juntas hacen novillos, discuten sobre religión, política y peinados, y sueñan con tener una mejor vida que la domesticidad frustrada de sus madres. Pero cuando la Guerra Fría se encuentra con la revolución sexual y la amenaza de una guerra nuclear aumenta por la Crisis de los misiles en Cuba, la eterna amistad de las chicas se rompe por el choque entre el deseo y la determinación de sobrevivir.

## Reparto
- Elle Fanning como Ginger.
- Alice Englert como Rosa.
- Alessandro Nivola como Roland.
- Annette Bening como May Bella.
- Timothy Spall como Mark.
- Oliver Platt como Mark II.
- Christina Hendricks como Natalie, la madre de Ginger.
- Jodhi May como Anoushka.
- Luke Cloud como el padre de Rosa.